# Vanuatupurperspreeuw
De vanuatupurperspreeuw (Aplonis zelandica) is een zeldzame spreeuwensoort.

## Verspreiding en leefgebied
De vanuatupurperspreeuw is endemisch op de eilanden Nendö en Vanikoro van de Santa Cruz-eilanden (Salomonseilanden) en de meeste eilanden van de Republiek Vanuatu tot het eiland Efate (Oceanië). De vogel broedt in ongerept regenwoud en heuvellandbos tot 1000 m boven de zeespiegel, maar houdt zich ook op in secondair bos, plantages en tuinen. De grootte van de populatie wordt geschat op meer dan 1000 individuen.
De soort telt 3 ondersoorten:
- A. z. maxwellii: Nendö.
- A. z. zelandica: Vanikoro.
- A. z. rufipennis: de Bankseilanden en centraal Vanuatu.

## Status
Men vermoedt dat de vogel in aantal achteruit gaat door houtkap daarom staat deze purperspreeuw als gevoelig op de Rode Lijst van de IUCN.